# آلفا (مینه‌سوتا)
آلفا، مینه‌سوتا (به انگلیسی: Alpha, Minnesota) یک شهر در ایالات متحده آمریکا است که در شهرستان جکسون واقع شده‌است.

## خصوصیات
آلفا ۰٫۴۴ کیلومترمربع مساحت و ۱۱۶ نفر جمعیت دارد و ۴۲۱ متر بالاتر از سطح دریا واقع شده‌است.